# Ranunculales
Ranunculales é uma ordem de plantas angiospérmicas (plantas com flor - divisão Magnoliophyta), pertencente à classe Magnoliopsida (Dicotiledóneas - planta cujo embrião contém dois ou mais cotilédones).

## Famílias
- Ranunculaceae
- Berberidaceae
- Menispermaceae
- Lardizabalaceae
- Circaeasteraceae
- Eupteleaceae
- Papaveraceae
- Fumariaceae
- Pteridophyllaceae